# Starnberg (distrito)
Starnberg é um distrito da Alemanha, na região administrativa de Oberbayern, estado de Baviera.

## Cidades e Municípios
- Cidades:

1. Starnberg

- Municípios:

1. Berg
2. Andechs
3. Feldafing
4. Gauting
5. Gilching
6. Herrsching
7. Inning
8. Krailling
9. Seefeld
10. Pöcking
11. Tutzing
12. Weßling
13. Wörthsee